# 三星Galaxy J5 Prime
三星Galaxy J5 Prime是由韓國三星電子製造的一款Android智慧型手機，於2016年10月於台灣上市。三星Galaxy J5 Prime 運行Android 6.0.1 Marshmallow作業系統。這台智慧型手機搭載了採用14nm製程整合的三星Exynos 7870 SoC，由8個ARM Cortex-A53 核心、Mali-T830MP1 GPU、3 GB的記憶體和32 GB儲存空間組成，最大可以擴充到256 GB的MicroSD記憶卡，支援4G+3G雙卡雙待，電池為不可拆卸式3300mAh，跟後繼款機種三星Galaxy J5 Pro一樣為三卡槽。

## 技術規格
- 後置攝像頭：1300萬畫素
- 前置攝像頭：800萬像素
- 內存：3 GB RAM
- 存儲：32 GB
- 電池：3300 mAh
- 處理器：三星Exynos 7870
- 操作系統：Android 6.0 (Marshmallow)        可升級至 : Android 8.0 (Oreo)
- 重量：143克
- 螢幕：5英寸 1080p Full HD PLS TFT